# Општина Трајан (Бакау)
Трајан (рум. Traian) општина је у Румунији у округу Бакау.
Општина се налази на надморској висини од 212 m.